# Lubbock
Lubbock es una ciudad ubicada en el condado de Lubbock en el estado estadounidense de Texas. En el Censo de 2010 tenía una población de 229 573 habitantes y una densidad poblacional de 717.41 personas por km².

## Geografía
Lubbock se encuentra ubicada en las coordenadas 33°33′59″N 101°53′12″O / 33.56639, -101.88667. Según la Oficina del Censo de los Estados Unidos, Lubbock tiene una superficie total de 320 km², de la cual 317.04 km² corresponden a tierra firme y 2.96 km² (0.93 %) es agua.

### Clima
| Parámetros climáticos promedio de Lubbock, Texas (normales 1991–2020, extremos 1911–presente) | Parámetros climáticos promedio de Lubbock, Texas (normales 1991–2020, extremos 1911–presente) | Parámetros climáticos promedio de Lubbock, Texas (normales 1991–2020, extremos 1911–presente) | Parámetros climáticos promedio de Lubbock, Texas (normales 1991–2020, extremos 1911–presente) | Parámetros climáticos promedio de Lubbock, Texas (normales 1991–2020, extremos 1911–presente) | Parámetros climáticos promedio de Lubbock, Texas (normales 1991–2020, extremos 1911–presente) | Parámetros climáticos promedio de Lubbock, Texas (normales 1991–2020, extremos 1911–presente) | Parámetros climáticos promedio de Lubbock, Texas (normales 1991–2020, extremos 1911–presente) | Parámetros climáticos promedio de Lubbock, Texas (normales 1991–2020, extremos 1911–presente) | Parámetros climáticos promedio de Lubbock, Texas (normales 1991–2020, extremos 1911–presente) | Parámetros climáticos promedio de Lubbock, Texas (normales 1991–2020, extremos 1911–presente) | Parámetros climáticos promedio de Lubbock, Texas (normales 1991–2020, extremos 1911–presente) | Parámetros climáticos promedio de Lubbock, Texas (normales 1991–2020, extremos 1911–presente) | Parámetros climáticos promedio de Lubbock, Texas (normales 1991–2020, extremos 1911–presente) |
| Mes                                                                                           | Ene.                                                                                          | Feb.                                                                                          | Mar.                                                                                          | Abr.                                                                                          | May.                                                                                          | Jun.                                                                                          | Jul.                                                                                          | Ago.                                                                                          | Sep.                                                                                          | Oct.                                                                                          | Nov.                                                                                          | Dic.                                                                                          | Anual                                                                                         |
| --------------------------------------------------------------------------------------------- | --------------------------------------------------------------------------------------------- | --------------------------------------------------------------------------------------------- | --------------------------------------------------------------------------------------------- | --------------------------------------------------------------------------------------------- | --------------------------------------------------------------------------------------------- | --------------------------------------------------------------------------------------------- | --------------------------------------------------------------------------------------------- | --------------------------------------------------------------------------------------------- | --------------------------------------------------------------------------------------------- | --------------------------------------------------------------------------------------------- | --------------------------------------------------------------------------------------------- | --------------------------------------------------------------------------------------------- | --------------------------------------------------------------------------------------------- |
| Temp. máx. abs. (°C)                                                                          | 30.6                                                                                          | 32.8                                                                                          | 35                                                                                            | 40                                                                                            | 42.8                                                                                          | 45.6                                                                                          | 43.9                                                                                          | 42.8                                                                                          | 41.7                                                                                          | 37.8                                                                                          | 32.2                                                                                          | 28.3                                                                                          | 45.6                                                                                          |
| Temp. máx. media (°C)                                                                         | 12.8                                                                                          | 15.4                                                                                          | 19.9                                                                                          | 24.4                                                                                          | 29                                                                                            | 33.1                                                                                          | 34.1                                                                                          | 33.4                                                                                          | 29.4                                                                                          | 24.2                                                                                          | 17.7                                                                                          | 12.8                                                                                          | 23.8                                                                                          |
| Temp. media (°C)                                                                              | 5.1                                                                                           | 7.3                                                                                           | 11.7                                                                                          | 16.2                                                                                          | 21.3                                                                                          | 25.9                                                                                          | 27.3                                                                                          | 26.6                                                                                          | 22.4                                                                                          | 16.6                                                                                          | 10                                                                                            | 5.4                                                                                           | 16.3                                                                                          |
| Temp. mín. media (°C)                                                                         | -2.7                                                                                          | -0.8                                                                                          | 3.5                                                                                           | 7.9                                                                                           | 13.7                                                                                          | 18.7                                                                                          | 20.6                                                                                          | 19.7                                                                                          | 15.4                                                                                          | 8.9                                                                                           | 2.4                                                                                           | -2.1                                                                                          | 8.8                                                                                           |
| Temp. mín. abs. (°C)                                                                          | -26.7                                                                                         | -27.2                                                                                         | -18.9                                                                                         | -7.8                                                                                          | -2.8                                                                                          | 3.9                                                                                           | 9.4                                                                                           | 6.1                                                                                           | 0.6                                                                                           | -8.9                                                                                          | -18.3                                                                                         | -18.9                                                                                         | -27.2                                                                                         |
| Precipitación total (mm)                                                                      | 16.5                                                                                          | 16.5                                                                                          | 27.9                                                                                          | 33.8                                                                                          | 68.3                                                                                          | 65.5                                                                                          | 49.8                                                                                          | 44.2                                                                                          | 64.8                                                                                          | 38.9                                                                                          | 20.3                                                                                          | 19.1                                                                                          | 465.6                                                                                         |
| Nevadas (cm)                                                                                  | 4.1                                                                                           | 3.6                                                                                           | 1                                                                                             | 0.3                                                                                           | 0                                                                                             | 0                                                                                             | 0                                                                                             | 0                                                                                             | 0                                                                                             | 0.3                                                                                           | 2.5                                                                                           | 6.1                                                                                           | 17.8                                                                                          |
| Días de precipitaciones (≥ 0.2 mm)                                                            | 3.5                                                                                           | 4.2                                                                                           | 4.9                                                                                           | 4.4                                                                                           | 7.0                                                                                           | 7.6                                                                                           | 5.8                                                                                           | 6.4                                                                                           | 6.0                                                                                           | 5.6                                                                                           | 3.7                                                                                           | 3.6                                                                                           | 62.7                                                                                          |
| Días de nevadas (≥ 0.2 cm)                                                                    | 1.6                                                                                           | 1.4                                                                                           | 0.7                                                                                           | 0.1                                                                                           | 0.0                                                                                           | 0.0                                                                                           | 0.0                                                                                           | 0.0                                                                                           | 0.0                                                                                           | 0.2                                                                                           | 0.5                                                                                           | 1.2                                                                                           | 5.7                                                                                           |
| Horas de sol                                                                                  | 210.1                                                                                         | 202.9                                                                                         | 267.8                                                                                         | 286.3                                                                                         | 310.7                                                                                         | 326.0                                                                                         | 338.0                                                                                         | 318.6                                                                                         | 261.6                                                                                         | 258.2                                                                                         | 214.7                                                                                         | 201.7                                                                                         | 3196.6                                                                                        |
| Humedad relativa (%)                                                                          | 57.9                                                                                          | 56.7                                                                                          | 49.7                                                                                          | 47.2                                                                                          | 52.8                                                                                          | 55.7                                                                                          | 54.5                                                                                          | 59.4                                                                                          | 64.3                                                                                          | 59.3                                                                                          | 57.7                                                                                          | 59.5                                                                                          | 56.2                                                                                          |
| Fuente: NOAA (horas de sol y humedad 1961–1990)                                               |                                                                                               |                                                                                               |                                                                                               |                                                                                               |                                                                                               |                                                                                               |                                                                                               |                                                                                               |                                                                                               |                                                                                               |                                                                                               |                                                                                               |                                                                                               |

## Demografía
Según el censo de 2010, había 229 573 personas residiendo en Lubbock. La densidad de población era de 717,41 hab./km². De los 229 573 habitantes, Lubbock estaba compuesto por el 75.8 % de blancos, el 8.56 % eran afroestadounidenses, el 0.74 % eran amerindios, el 2.42 % eran asiáticos, el 0.07 % eran isleños del Pacífico, el 9.89 % eran de otras razas y el 2.52 % pertenecían a dos o más razas. Del total de la población, el 32.07 % eran latinos.

## Economía
Lubbock es un centro de reunión económica de una comarca (llamada ("South Plains"), que abarca varios condados (de hecho, a la ciudad se le llama en el argot lugareño "The Hub City"). La mayor parte de ellos se dedican a la agricultura. Es la región con la zona más grande del mundo de monocultivo de plantaciones de algodón y depende enormemente del regadío procedente del acuífero de Ogallala.

## Educación
El Distrito Escolar Independiente de Lubbock gestiona escuelas públicas.
Lubbock alberga la sexta universidad más grande del estado, Texas Tech University, descrita por el autor estadounidense James A. Michener como "la universidad más bella al oeste del Misisipi, hasta llegar a Stanford".

## Ciudades hermanas
- León, México